# Слободенюк, Вадим Ростиславович
Вади́м Ростисла́вович Слободеню́к (укр. Вадим Ростиславович Слободенюк; род. 17 марта 1981, Ровно) — украинский легкоатлет, специалист по бегу с препятствиями. Выступал за сборную Украины по лёгкой атлетике в 1999—2016 годах, многократный победитель и призёр первенств национального значения, участник двух летних Олимпийских игр. Мастер спорта Украины международного класса.

## Биография
Вадим Слободенюк родился 17 марта 1981 года в городе Ровно.
Занимался лёгкой атлетикой под руководством заслуженного тренера Украины Андрея Владимировича Попеляева.
Впервые заявил о себе на международном уровне в сезоне 1999 года, когда вошёл в состав украинской национальной сборной и выступил на юниорском европейском первенстве в Риге, где в зачёте бега на 3000 метров с препятствиями стал серебряным призёром.
В 2000 году в той же дисциплине стартовал на юниорском мировом первенстве в Сантьяго, но в финал не вышел.
В 2001 году в стипльчезе выиграл серебряную медаль на молодёжном европейском первенстве в Амстердаме, уступив на финише только россиянину Павлу Потаповичу.
На чемпионате Европы 2002 года в Мюнхене занял шестое место.
В 2003 году был четвёртым на молодёжном европейском первенстве в Быдгоще, отметился выступлением на чемпионате мира в Париже.
Благодаря череде удачных выступлений удостоился права защищать честь страны на летних Олимпийских играх 2004 года в Афинах — в программе бега на 3000 метров с препятствиями на предварительном квалификационном этапе показал результат 8:24,84, чего оказалось недостаточно для выхода в финал.
В 2005 году стартовал на чемпионате мира в Хельсинки, занял шестое место на Универсиаде в Измире.
На чемпионате Европы 2006 года в Гётеборге не сумел выйти в финал в своей дисциплине.
В 2007 году представлял Украину на Универсиаде в Бангкоке, но так же в финал не вышел.
В 2011 году стал четвёртым на командном чемпионате Европы в Стокгольме (впоследствии в связи с дисквалификацией россиянина Ильдара Миншина переместился в итоговом протоколе на третью позицию).
В мае 2012 года на соревнованиях в Ялте установил свой личный рекорд в беге на 3000 метров с препятствиями на открытом стадионе — 8:22,19. Выполнив олимпийский квалификационный норматив (8:23,10), благополучно прошёл отбор на Олимпийские игры в Лондоне — на сей раз в стипльчезе показал время 8:23,35 и вновь в финал не вышел.
После лондонской Олимпиады Слободенюк остался действующим спортсменом на ещё один олимпийский цикл и продолжил принимать участие в крупнейших международных стартах. Так, в 2013 году он выступил на чемпионате мира в Москве, а в 2014 году представлял Украину на чемпионате Европы в Цюрихе.
В 2016 году на чемпионате Европы в Амстердаме сошёл с дистанции в стипльчезе и на этом завершил спортивную карьеру.